# Postia venata
Postia venata är en svampart som först beskrevs av Rajchenb. & J.E. Wright, och fick sitt nu gällande namn av Rajchenb. 1988. Postia venata ingår i släktet Postia och familjen Fomitopsidaceae.   Inga underarter finns listade i Catalogue of Life.